# アーヴィング・ウォーレス
アーヴィング・ウォーレス（Irving Wallace、1916年3月19日 - 1990年6月29日）は、アメリカ合衆国の小説家、脚本家。
シカゴのユダヤ系の家庭に生まれる。息子はデヴィッド・ワルチンスキー。10代から通俗読み物を書きはじめ、フランク・キャプラの映画に参加する。戦後、映画界から独立して、綿密な調査の上に、ベストセラーとなるようなノンフィクションや小説を書いて成功を収める。
『ザ・マン/大統領の椅子』（ジョゼフ・サージェント監督、1972年）はアメリカ初の黒人大統領の誕生を描き、日本では劇場公開はされなかったがテレビ放送された。

## 日本語訳作品
- 『夜の収穫 チャップマン報告』（赤松啓子訳、荒地出版社） 1960年
- 『小説ノーベル賞』(en:The Prize (novel))（大前正臣訳、弘文堂） 1963年
- 『ザ・マン 上 アメリカ黒人大統領の誕生』(en:The Man (Wallace novel))（佐和誠訳、早川書房、ハヤカワ・ノヴェルズ） 1968年
- 『ザ・マン 下 裁かれるアメリカ黒人大統領』（佐和誠訳、早川書房、ハヤカワ・ノヴェルズ） 1968年
- 『陰謀』（菊池光訳、早川書房、ハヤカワ・ノヴェルズ） 1969年、のち文庫
- 『七分間 ポルノグラフィー裁判』(en:The Seven Minutes)（村上博基訳、早川書房） 1971年、のち文庫
- 『Rドキュメント 陰謀サスペンス小説』(en:The R Document)（青木日出夫訳、ベストセラーズ、ワニの本） 1976年
- 『ブック・オブ・リスト 世界なんでもランキング』(en:The Book of Lists)（デヴィッド・ワルチンスキー共著、笠原佳雄編訳、パシフィカ） 1978年
- 『続 ブック・オブ・リスト -世界なんでもランキング』（デヴィッド・ワルチンスキー共著、パシフィカ） 1978年
- 『続続 ブック・オブ・リスト -世界なんでもランキング』（デヴィッド・ワルチンスキー共著、パシフィカ） 1978年
- 『ザ・ワルチンブック 世界の人物・事件百科』(en:The People's Almanac)（デヴィッド・ワルチンスキー共著、井上篤夫ほか訳、集英社） 1980年
- 『ワルチンの人間博物館』(en:The People's Almanac)（デヴィッド・ワルチンスキー共著、井上篤夫編著、ベストセラーズ、ワニ文庫）
- 『替え玉 女スパイ』(en:The Second Lady)（井上一夫訳、ベストセラーズ、ワニの本） 1981年
- 『「新聖書」発行作戦』(en:The Word (novel))（宇野利泰訳、新潮文庫） 1981年
  - 改題『イエスの古文書』（扶桑社ミステリー） 2005年
- 『人間博物誌 ワルチンのドキュメント』(en:The People's Almanac)（デヴィッド・ワルチンスキー共著、井上篤夫訳、集英社） 1982年
- 『オールマイティ』（吉野美恵子訳、文春文庫） 1984年
- 『世界おもしろ雑科』(en:The Book of Lists) 1 - 2（デヴィッド・ワルチンスキー共著、大出健訳、角川文庫） 1985年
- 『奇蹟への八日間』（青木久恵訳、文春文庫） 1986年
- 『第七の機密』(en:The Seventh Secret)（中田耕治訳、二見文庫、ザ・ミステリ・コレクション） 1986年
- 『ファン・クラブ誘拐事件』(en:The Fan Club)（宇野利泰訳、新潮文庫） 1986年
- 『大統領の情事』（中山善之訳、光文社文庫） 1989年
- 『ドクターから愛をこめて』(en:The Celestial Bed)（村山汎訳、扶桑社ミステリー） 1989年
- 『快楽の館』（中井京子訳、光文社文庫） 1994年
- 『聖母マリア再臨の日』（青木久惠訳、扶桑社） 2005年

## 映画
- 『限りなき追跡』（1953年）：脚本
- 『非常線』（1953年）：脚本 / 原作
- 『砂漠部隊』（1953年）：脚色
- 『地獄へ突込め』（1955年）：脚本
- 『果てしなき決斗』（1956年）：脚本
- 『B52爆撃隊』（1957年）：脚本
- 『ビッグ・サーカス』（1959年）：脚本
- 『チャップマン報告（レポート）』（1962年）：原作
- 『逆転』 (1963年）：原作
- 『恍惚の7分間・ポルノ白書』（1971年）：原作
- 『ザ・マン / 大統領の椅子』（1972年）<未> ：原作